# 파이브세컨즈
파이브세컨즈는 2016년 설립된 대한민국의 관광벤처기업 및 유튜브 마케팅 광고 전문회사이다. 서울특별시 강남구 논현로에 위치해 있다.

## 소속인
- CEO : 남석현

## 소속 채널
- 코리안브로스
- 팀브라더스
- 야신야덕

## 방송
- WANNA B (2017) - 준우승